# Adelheid van Lippe-Biesterfeld

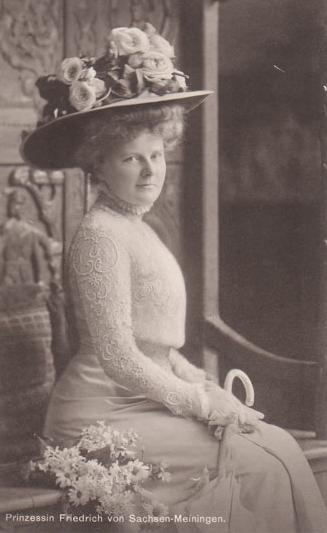
Adelheid van Lippe-Biesterfeld

Adelheid Caroline Mathilde Emilia Agnes Ida Sophie van Lippe-Biesterfeld (Oberkassel, 22 juni 1870 - Detmold, 3 september 1948) was tot 1905 een gravin van Lippe-Biesterfeld. Daarna werden zij en haar familieleden prinsen en prinsessen van Lippe.
Zij is het oudste kind van Ernst van Lippe-Biesterfeld en diens vrouw Karoline von Wartensleben en een tante van de latere Prins der Nederlanden Bernhard.
Ze trouwde, op 24 april 1889, in Neudorf met Frederik van Saksen-Meiningen, een zoon van George II van Saksen-Meiningen en diens tweede vrouw Feodora van Hohenlohe-Langenburg .
Uit dit huwelijk kwamen de volgende kinderen voort:
- Feodora (1890-1972), getrouwd met Willem Ernst van Saksen-Weimar-Eisenach
- Adelheid (1891-1972), getrouwd met Adalbert van Pruisen, een zoon van de Duitse keizer Wilhelm II
- George (1892-1946)
- Ernst Leopold (1895-1914), omgekomen op een Frans slagveld, tijdens de Eerste Wereldoorlog
- Louise (1899-1985)
- Bernhard (1901-1984)